# Oleh Holodjuk
Oleh Jurijovyč Holodjuk (in ucraino Олег Юрійович Голодюк?; Kuznecovs'k, 2 gennaio 1988) è un allenatore di calcio ed ex calciatore ucraino, di ruolo centrocampista.

## Carriera

### Giocatore

#### Club
Ha giocato nella massima serie dei campionati ucraino e ungherese.

#### Nazionale
Ha giocato nelle nazionali giovanili ucraine Under-19 ed Under-21.